# Diadumen
Diadumen (Mladenič z oglavnico) je skupaj s Kopjenoscem najbolj nazoren tip kipa, ki jih je ustvarjal Poliklejt. Oba sta vzorčna kipa starogrške skulpture s strogo idealiziranimi predstavami mladih moških športnikov, prikazana sta prepričljivo naturalistično.
Diadumen je zmagovalec atletskega tekmovanja na igrah, še vedno gol po tekmovanju, dvignil je roke, da bi si povezal diadem, oglavnico, trak, ki označuje zmagovalca. V bronastem izvirniku je iz okoli 420 pr. n. št.  Figura stoji v kontrapostu s svojo težo na desni nogi, levo koleno je rahlo upognjeno in glava nagnjena nekoliko desno, samozadostna, zdi se, da je izgubljena v mislih. Tudi Fidija je naredil kip zmagovalca v Olimpiji, ki si je vezal trak okoli glave. Poliklejtova naslednika Lizip in Skopas sta tudi ustvarila podobne kipe.

## Rimske kopije
Plinijevo enciklopedično delo Naravoslovje (Naturalis Historia) in Lukijanovo delo Filozofi na dražbi (Philopseudes)  omenjata rimske marmorne Diadumene, ki so bili kopirani po grških izvirnikih v bronasti obliki. Vse do leta 1878  ni bilo priznano, da so  rimski marmor iz kraja Vaison-la-Romaine (rimski Vasio) v Britanskem muzeju in dva druga izgubljena Poliklejtova kipa bronasti izvirniki. Plinij je zapisal, da je bil Poliklejtov izvirnik na dražbi prodan za izredno ceno sto talentov, kar je bila ogromna vsota v antiki, kot je poudaril Adolf Furtwängler.  Dejansko so morali kopije iz rimskega marmorja ustvariti iz številnih prepoznavnih fragmentov in popolnih del, vključno z glavo v Louvru, popoln primer v Metropolitanskem muzeju umetnosti, še en popoln primer je v muzeju Prado, še eden nekoliko drugačne narave, nekoliko manjši od naravne velikosti iz rimskega marmorja je Farnesejev Diadumen v Britanskem muzeju, ki ima konec traku, ki pada z desne roke. Druga različica v Britanskem muzeju, rahlo poškodovana, je iz Vaisona v Franciji. Zgodnejše različice so bile manjši bronasti kipci ,  glava Diadumena je na številnih rimskih graviranih gemah. 
Marmorni Diadumen iz Delosa v Narodnem muzeju v Atenah (desno) ima zmagovalno ogrinjalo in svoj tok s puščicami položen na drevesni panj, kar namiguje, da je zmagovalec v lokostrelstvu, z morda nakazanim sklicevanjem na Apolona, ki je bil tudi zasnovan kot idealizirani mladenič.

## Sodobna oblika
Stalna umetniška vrednost, ki je bila v sodobnem času pripisana Diadumenovemu tipu in je leta 1878 prepoznana kot Poliklejtov, je mogoče izhajala iz tega, da je bila kopija med skulpturami na strehi Narodnega arheološkega muzeja, Atene, ko je bila dokončana leta 1889, [8] in da so Eskvilinsko Venero včasih razlagali kot žensko različico tipa diadumena (diadumen ali ženska, ki si zavezuje diadem).